# 船外活動

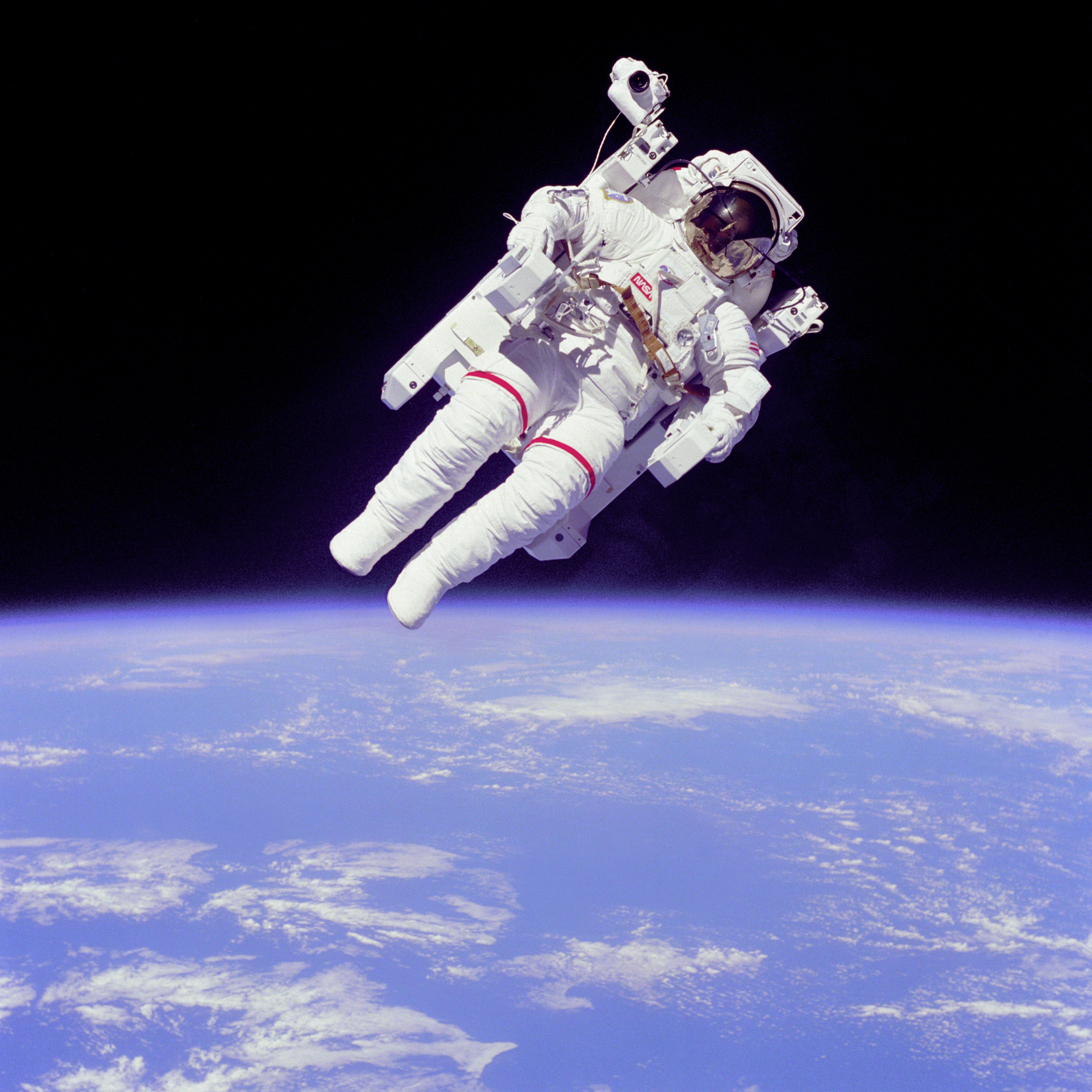
MMUを装着して自由飛行するブルース・マッカンドレス飛行士

船外活動（せんがいかつどう、英語: Extravehicular activity; EVA）とは、宇宙服を着た宇宙飛行士（船外活動員）が宇宙船の外に出て活動すること。狭義では、宇宙「船」外の宇宙空間で活動する宇宙遊泳（うちゅうゆうえい、spacewalk）と同義で用いられることもあるが、広義では、宇宙遊泳に加え、月面での活動など、文字通り宇宙「船」外での活動全般を含む。
宇宙遊泳が開始された当初は、命綱で宇宙飛行士と宇宙船を繋いで、船内から酸素の供給などを行っていた。現在では、宇宙服自体に酸素を供給する機能が付与されているため、移動の自由度は増している。しかし、安全上の理由で命綱を使用するのが基本的なルールである。スペースシャトルでは初期のミッションにおいて、自由に移動噴射や姿勢制御ができる有人機動ユニット (MMU) を使用したことがあったが、実用的ではなかったため、使用されなくなった。近年では、スペースシャトルや国際宇宙ステーション (ISS) のロボットアームの先端に足場を固定して行われる事が多い。

## 船外活動の記録

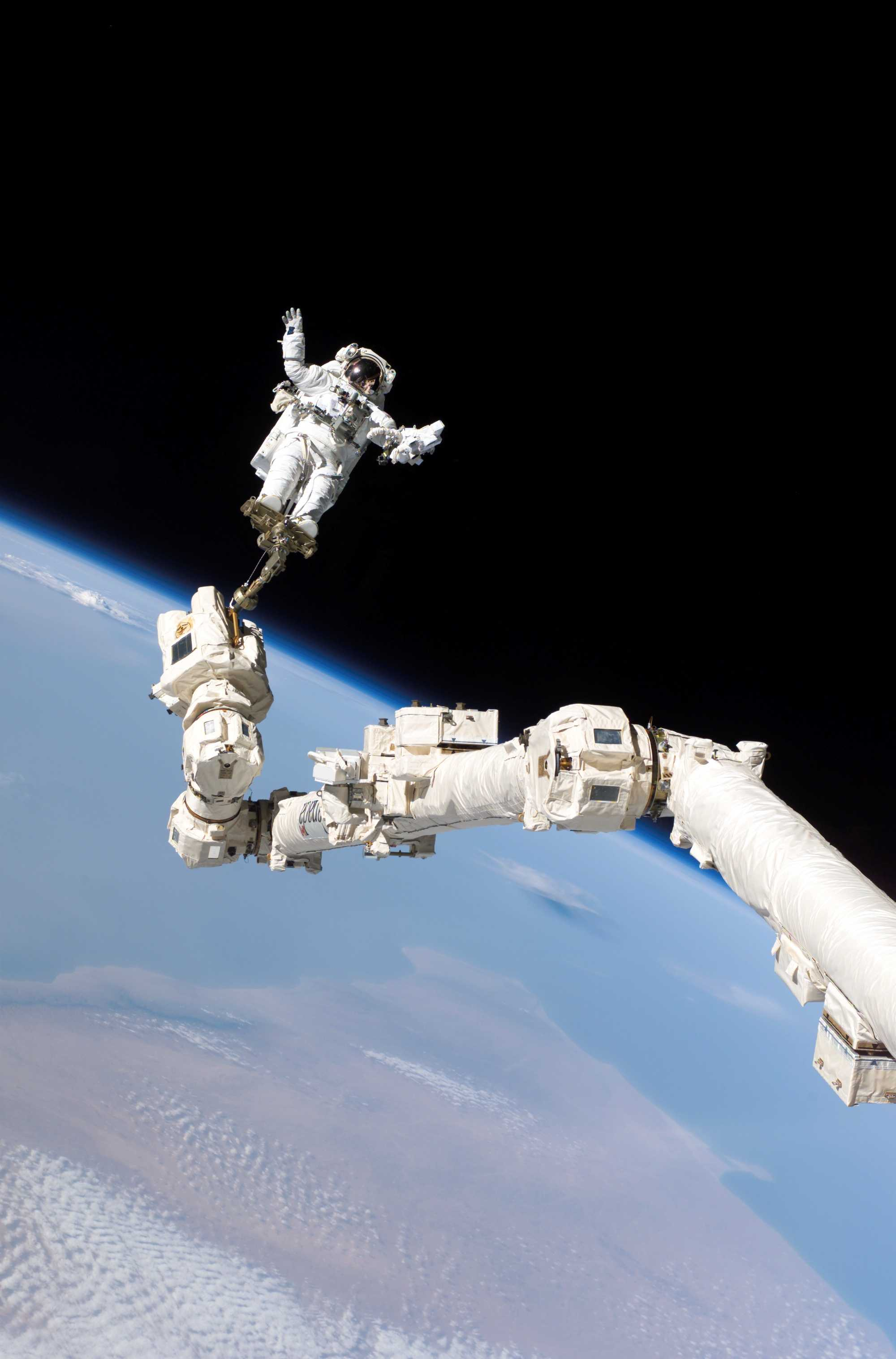
カナダアーム2の先端に足を固定して船外活動を行うスティーヴ・ロビンソン飛行士

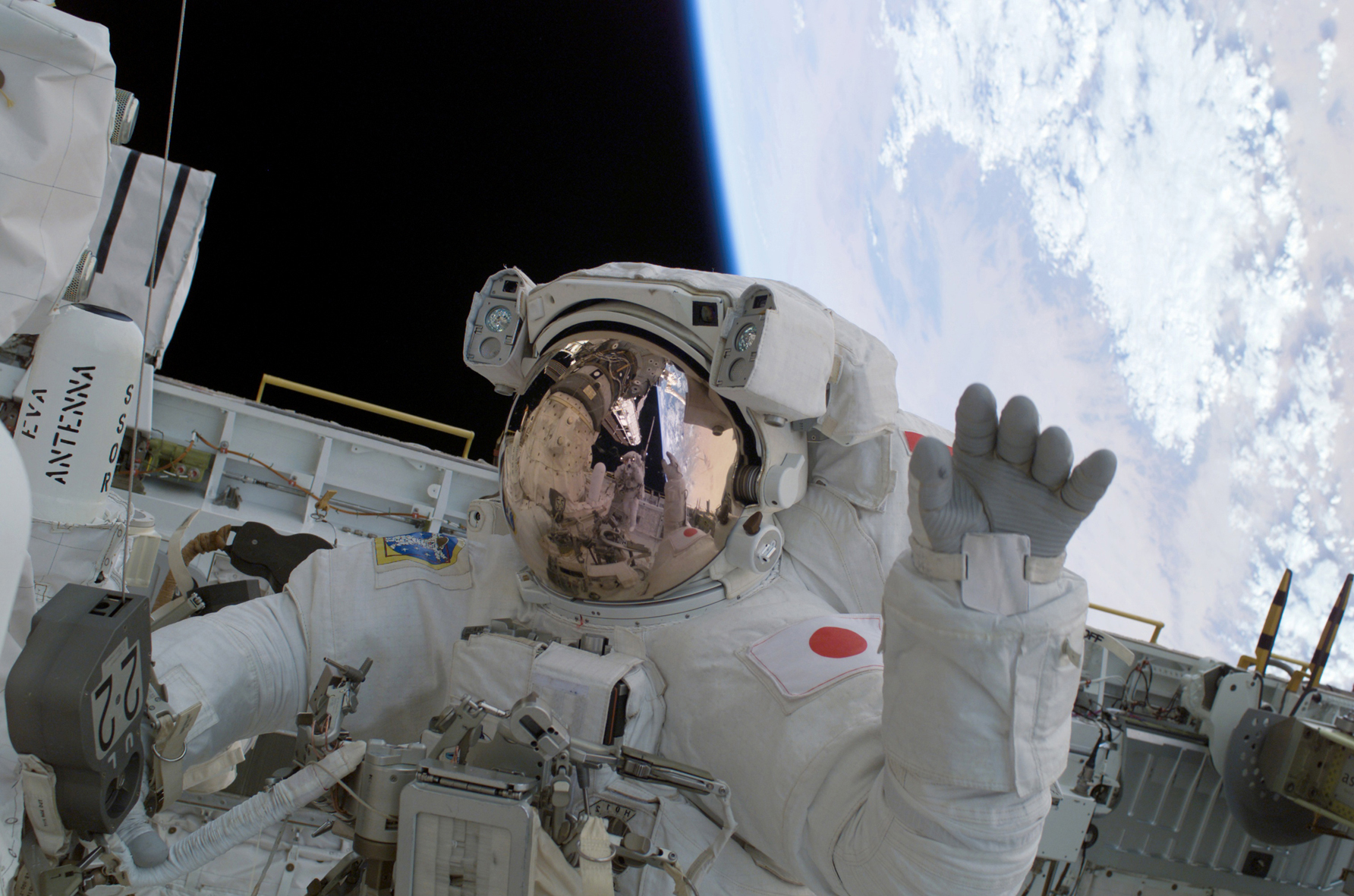
船外活動を行う野口聡一

- 1965年3月18日、旧ソ連のアレクセイ・レオーノフがボスホート2号から人類初の宇宙遊泳を行った。長さ5ｍの命綱をつけて、約20分間宇宙遊泳した。
- 1965年6月3日、エドワード・ホワイトがジェミニ4号からアメリカ人初の宇宙遊泳を行った。
- 1971年8月5日、アポロ15号が月から帰還する軌道上で宇宙遊泳を実施。切り離す機械船から写真フィルムを回収するために行ったもの[1]。
- 1984年2月7日、ブルース・マッカンドレスがスペースシャトル・チャレンジャー号のSTS-41-Bにおいて、初めて命綱なしでMMUを使用した宇宙遊泳を行った。
- 1984年7月25日、旧ソ連のスベトラーナ・サビツカヤがサリュート7号から女性初の宇宙遊泳を行った。
- 1992年5月13日、STS-49で史上初めて3人同時に船外活動を行い、インテルサットVI-F3を修理するために手づかみで回収した。
- 1997年11月、土井孝雄がスペースシャトル・コロンビアから日本人初の宇宙遊泳を行った。
- 2001年3月11日、船外活動の最長記録がスーザン・J・ヘルムズとジャニス・E・ヴォスによって更新され、8時間56分となった（現時点でもこれが最長記録）。
- 2005年8月3日、スペースシャトルSTS-114の飛行中に機体修理のための初の船外活動が、アメリカのスティーブン・ロビンソン（英語版）によって行われた。
- 2008年9月27日に中国の翟志剛（ZHAI Zhigang, ジャイ・ジーガン）が神舟7号から中国人初の宇宙遊泳を行った。
- 2013年7月9日、国際宇宙ステーションでLuca Parmitanoがイタリア人初の宇宙遊泳を行った。
- 2024年9月12日、米スペースX社の民間宇宙ミッションのポラリス ドーンが、民間初となる宇宙遊泳を行った。

## 船外活動の危険性について
船外活動の危険として、まず、スペースデブリとの衝突が挙げられる。スペースシャトルなどの船外活動で典型的な地球から高度300kmにおける軌道速度は、7.7km/sである。これは、通常の弾丸の速度の約10倍である。したがって、弾丸の100分の1程度の質量の物体、例えばペンキのかけらが、弾丸と同じ運動エネルギーを持つことになる。あらゆる宇宙空間での活動によって、この種の破片が発生し得るため、破片が衝突し合ってさらに破片を生むケスラーシンドロームのような問題が懸念される。
他の問題としては、宇宙船から誤って離れてしまうこと（この問題に関しては、NASAはセルフレスキュー用推進装置（SAFER）の装備で対処）や、宇宙服に穴が開く可能性、減圧症の発生などがありうる。宇宙服に穴が開いた場合は、速やかにエアロックに退避できなければ、無酸素と減圧により死にいたる危険がある（NASAのEMU宇宙服の場合、小さな穴が開いた場合でも予備の酸素パックで30分間の酸素供給が可能）。
レオーノフが初の船外活動で使用したベールクト宇宙服は内部の気圧が上がりすぎて服全体が膨張して細かな作業が出来なくなり、エアロックを通って船内に戻ることが出来なくなったため、与圧バルブを開いて空気を逃がして漸く事なきを得た。

## 人間の内面への影響
宇宙飛行士としての体験は、世界観・人生観・宗教観といった人間の内面にしばしば大きな影響を与えるとされるが、特に、宇宙空間を直接体感する船外活動（宇宙遊泳）は、宇宙船や宇宙ステーションといった環境内での活動と比べて、人間の内面へのインパクトが格段に大きいとの体験談が語られている。例えば、月面着陸と宇宙遊泳の双方の経験を有するジーン・サーナンは、「宇宙船の中に閉じ込められているのと、ハッチを開けて外に出るのとでは、全く質的にちがう体験だ。宇宙船の外にでたときにはじめて、自分の目の前に全宇宙があるということが実感される。宇宙という無限の空間のどまん中に自分という存在がそこに放り出されてあるという感じだ。そのときのセンセーションにくらべれば、地球軌道を離れて月に向かうとか、月の上を歩くといったことは、そう大したことではないといえるくらい、それは大きなちがいだ」と語っている。
日本人宇宙飛行士として初めて船外活動（宇宙遊泳）を行った土井隆雄も、宇宙が自分たちを呼んでいるような「何とも言いようのない感じ」を体感。その感覚が何であったかを追い求める中で、アフリカの森に住んでいた人類の祖先がサバンナの草原へと降り立って活動範囲を広げていったように、人類の活動領域・視点が地球上にとどまっていた段階から、月や火星を含めた宇宙規模での活動・思考へと向かう過程にあることに伴う喜びと畏怖のまじりあった混とんとした感情であると解釈するに至っている。また、船外活動（宇宙遊泳）をこれまでに複数回行った野口聡一も、宇宙船内から見る宇宙はあくまで新幹線内から見る外の景色のようなものにとどまり、船外活動の際に「触感で感じる」のは圧倒的に違う体験であるとし、中でも地球という存在について、「ふと目の前にある地球が一個の生命体として－ある意味では自分と同じ生命体として－宇宙に存在しており、・・・そこに一対一のコミュニケーションが存在するかのような気持ちになった」と描写するとともに、太陽光の反射という物理現象だけでは説明し切れない命の「輝き」のようなものを感じたとしている。